# استپی صخره‌پسند
استپی صخره‌پسند (نام علمی: Stipa lagascae) نام یک گونه از سرده استپی است. سرده استپی در ایران در حدود ۲۰ گونه گیاه گندمی چندساله و یکساله دارد.